# Vytas Brenner
Vytas Brenner (Tubinga, Alemania, 19 de septiembre de 1946 - Salzburgo, Austria, 18 de marzo de 2004) fue un músico y compositor venezolano de origen alemán.

## Biografía
Nació en Tübingen, Alemania, aunque su familia emigró a Venezuela en 1949 cuando él tenía 3 años de edad.
Vivió un tiempo en Barcelona (Cataluña, España), durante los años 60, donde grabó su primer disco como Brenner's Folk (un EP con cuatro canciones de aire folk en catalán en el que también participaron su hermano Haakon, el guitarrista Toti Soler y la cantante Jeanette), luego el grupo cambiaría de nuevo su nombre a "Pic-nic" hasta su disolución.
En Caracas, comenzó una carrera como músico en los años 70 con la banda "La Ofrenda" donde experimenta un crecimiento artístico enorme iniciando muy temprano. Su trabajo fue pionero con composiciones que combinan instrumentos eléctricos y electrónicos con instrumentos acústicos y piano; combinando rock sinfónico, música electrónica y temas tradicionales venezolanos. 
Brenner fue uno de los pioneros de la música experimental y electrónica venezolana de los 70 y 80, junto con The Gas Light, Un Dos Tres y Fuera, el Grupo C.I.M., Apocalipsis, Daniel Grau, Pablo Schneider, Fernando Yvosky, Ángel Rada, Miguel Ángel Fuster, Aldemaro Romero y su Onda Nueva, Gerry Weil, Miguel Noya, Oksana Linde, Adina Izarra, Musikautomatika, Polyburó, Vinicio Adames, o Alfredo del Mónaco.
Grabó varios LP notables, entre los que se encuentran La Ofrenda de Vytas, Hermanos y Jayeche, verdaderos hitos de la música electrónica y el rock progresivo venezolano.
Brenner murió de un ataque al corazón en Salzburg, Austria a la edad de 57 años.

## Teclados Utilizados
Entre sus equipos utilizados se encuentran los siguientes teclados:
- Los principales teclados y efectos utilizados por Vytas Brenner tanto en Estudio como en directo fueron:
- Acoustic Piano (La Ofrenda de Vytas, Hermanos, Ofrenda)
- Hammond Organ & Leslie speaker (La Ofrenda de Vytas)
- Yamaha-CP30 (electronic piano, en gira)
- Yamaha CP-70 (electric piano, en gira)
- Fender-Rhodes Stage 73 Mk I (electric piano, a partir de Jayeche, usado extensivamente en el disco doble En Vivo)
- Hohner D6 Clavinet (mayormente en el disco en directo En Vivo)
- ARP Solina String Ensemble (String & Polysynth, en Jayeche, En Vivo, Ofrenda)
- Arp 2600 Synthesizer (La Ofrenda de Vytas, Hermanos)
- Arp Axxe Synthesizer (en gira)
- Elka Rhapsody String Synthesizer (en una de sus últimas presentaciones en Maracaibo, a mediados de los 1980s)
- Moog Micromoog Analog Synthesizer (Principal Sintetizador solista y sonido firma de Vytas Brenner a partir de Jayeche)
- Moog 1125 Sample and Hold Controller (efectos)
- EML Electrocomp 100 Synthesizer (en Jayeche)
- Oberheim DS-2A Digital Sequencer (efectos secuenciales, en Jayeche, En Vivo, y generalmente en gira)
- Oberheim 4-Voice Synthesizer  (en gira)
- Oberheim Matrix 6
- Mu-tron Bi-phase (phasor effect box, de Jayeche en adelante)
- Echoplex (tape echo machine, de Jayeche en adelante)

## Discografía
| Disco                          | Fecha | Pistas |
| ------------------------------ | ----- | --- |
| La Ofrenda de Vytas            | 1973  | Morrocoy, Ofrenda de Miguel, Tormenta de Barlovento, Frailejón, La Sabana, Tragavenado, Araguaney, Canto de Pilón |
| Hermanos                       | 1974  | Agua Clara, Madrugada, Amanecer, Danzas de los Pájaros, Gavilán, Pastos, Ganado, Estampida, Ana Karina Rote, Sentado en una Piedra                                                                                         |
| Jayeche                        | 1975  | Cariaco, Sancocho de Médula, La Restinga, Playa de Agua, Cachunchú Florido, 6 por Electron, Jayeche, Catatumbo, Caracas para Locos, Ávila                                                                                  |
| En Vivo                        | 1977  | Interludio, Morrocoy, Cachunchú Florido, La Restinga, Playa de Agua, Ganado, Cariaco, Ávila, Frailejón, Interludio |
| Ofrenda                        | 1978  | Armonías para cantar, Mandingo, San Agustín, Acuesta, Princesa, Aguacero |
| I Belong (con Paulette Dozier) | 1981  | I belong, I gotta feeling, I´m gonna climb that mountain, Sweet Zita, Decissions, Are you the one?, Feeling much calmer |
| Estoy Como Quiero              | 1982  | Dorado I, Ponte a valer, 15 partes por millón, Estoy como quiero, Acuesta (grabado en vivo, Maracaibo), Canchunchu florido (grabado en vivo, Maracaibo), Dorado II                                                         |
| Vytas                          | 1983  | Playa Sombrero, Un amigo más, La Chinita, Cristofue, Adicora, Hasta cuando, Amuay |
| El Vals del Mar                | 1986  | El vals del mar, Eres tu, Los espejos, Sentado en una piedra, Agua clara, Una rosa roja, Dos viajeros, Escalas y armonías, Estoy como quiero                                                                               |
| Amazonia                       | 1990  | Ofrenda, Karibik, A Bolívar, Techos Rojos (1.er Movimiento), Techos Rojos (2.º Movimiento), Aruanda, Mestizo, Guacamaya, Autana, Orinokia, Amazonia                                                                        |
| Die alemannen im El Dorado     | 1995  | Frailejón, Historische erzahlung, Polkason, Mazurka mazorka, Jolandina, Schottiloko, Antiqua, Magic, Schwarzes gold, Python, Sampocpolka, Hellbrunn, St. Augustin, Gewonnene herde, Brandungsrauschen, Take it or leave it |